# Stelo
Stelo (Estrella, en plural Steloj) fue de 1945 a 1993 una unidad monetaria usada entre esperantistas, con el propósito de crear una moneda global. Un intento de creación de una unidad anterior, el Speso, que derivó en unidades como el Spesmilo, fue rápidamente abandonado debido a la Primera Guerra Mundial. Por un tiempo la Universala Ligo (Liga Universal), un brazo del movimiento esperantista, creó cupones y monedas denominadas Steloj (Estrellas), haciendo un intento de relacionarla a alguna otra moneda corriente con base en un poder adquisitivo relativo en otros países.
En 1959 la Liga Universal decidió imprimir las monedas en metálico como conmemoración del Esperanto en ese año. La primera moneda apareció el 28 de junio de 1960 en Países Bajos. En teoría 1 Stelo equivalía a 1 kg de pan, pero en la realidad estaba ligada al Florín neerlandés (NLG). En ese tiempo 1 Stelo estaba valorado en 0.25 NLG. Durante esa época se imprimieron monedas de 1 Stelo en bronce, de 5 Steloj en latón y de 10 Steloj en níquel cuprico. En 1965 se imprimió la moneda de 25 Steloj en plata. Fue hecha a petición de la Liga y fue fundida en plata 0.90 en Suiza.
Con el cierre oficial de la Liga en los años 1990, las restantes monedas fueron donadas a la Asociación Universal de Esperanto, donde pueden ser adquiridas como recuerdos. En el moderno curso de Esperanto Pasporto al la tuta mondo (Pasaporte al mundo entero) se usa las Steloj como moneda del mundo ficticio en que se desarrolla el curso.

## El Speso
Para los esperantista que se relacionaban internacionalmente la necesidad de una moneda corriente con un valor monetario fijo era muy importante. Para conmemorar el 25.º aniversario de la creación de la lengua por L. L. Zamenhof, la empresa suiza Holy Frères acuñó monedas para la Asociación Universal de Esperanto - El Speso - en plural Spesoj - En las denominaciones de Spesdeko (10 Spesoj), Spescento (100 Spesoj), Spesmilo (1000 Spesoj) y Spesdekmilo (10000 Spesoj). Pero la Primera Guerra Mundial puso fin a esta iniciativa.

## Fundación de la Liga Universal
El 14 de abril de 1942, exactamente 25 años después de la muerte de Zamenhof. Un grupo de esperantistas se reunió en La Haya para recordarlo. Los Países Bajos se encontraban bajo la ocupación Nazi y el grupo ya había experimentado la tiranía del estado policial, los esperantistas fueron uno de los grupos más perseguidos e incluso exterminados por los nazis, y ahora querían llevar a cabo una tarea para salvar a la humanidad de una "Catástrofe mundial".
Después de la discusión, los esperantistas estuvieron de acuerdo en fundar la Liga Universal (En Esperanto:Universala Ligo) como una organización cuyo objetivo era implementar la idea original de Zamenhof: Unir a la humanidad en paz a través de un lenguaje común. Usando el eslogan "Un Mundo, Un Idioma, Una Moneda", el grupo de esperantistas neerlandeses propuso el uso del Stelo como unidad monetaria.
Con la fundación de la Liga Universal, el deseo expresado por el ahora muerto Zamenhof y otros esperantistas de muchos países, de antes y durante la Segunda Guerra Mundial, estaba llegando a buen término. Los participantes originales invitaron secretamente a otros esperantistas bien conocidos por ellos a tomar parte en las discusiones. un Comité Preparador fue elegido para trabajar y arreglar la idea. El 1 de abril de 1945 el comité reveló su concepto básico al mundo. Una de sus propuestas iniciales era: "Esforzarse por la creación de una unidad monetaria mundial, basada en la unidad internacional, el Stelo".
El 16 de marzo de 1946 su primer asamblea internacional tuvo lugar en La Haya. Los 1294 asistentes aprobaron una constitución. Una de sus principales metas era la de usar la unidad del Stelo como un valor estable e internacional. Los miembros eligieron un comité para trabajar en los detalles para el uso del Stelo. La contribución de una membresía vitalicia fue la piedra angular del Stelo. Después se ajustó que 1,0 Stelo equivalía a una barra de pan corriente en los Países Bajos, esto en ese entonces equivalía a 0,25 Florines neerlandeses.
La asamblea de 1946 reenfatizó el eslogan "Un Mundo, Un Idioma, Una Moneda". La Liga tuvo relaciones con bancos en seis países (Bélgica, Dinamarca, Alemania, Italia, Suiza y Suecia) y con tres bancos neerlandeses. Para todas la cuentas en esos bancos la Liga mantuvo sistemas paralelos en la moneda local y en Steloj, y designó agentes en 14 países. Estos representantes presentaban sus reportes de operaciones financieras en base al Steloj.

## Estabilidad monetaria
Los archivos de la Liga Universal muestran que estos tenían la intención de acuñar una moneda con un valor fijo. La Liga miró esta estabilidad como la única forma de liberar al mundo de las presiones de las diferencias económicas que tienden a crear conflictos entre los hombres. Las tasas de cambio fuera de Holanda estaban basadas en las tasas de 1946 para el Florín neerlandés.

### Cupones
Al principio, los esperantistas debieron renunciar a otras medidas. Hasta el establecimiento de su propio banco con la capacidad de endosar cheques alrededor del mundo, un sistema de pago y el uso de monedas y billetes. En ese tiempo los países tenían estrictas reglas gobernando las operaciones financieras internacionales, que fueron diseñadas para protegerlos de un "ataque" financiero externo.
Incluso en sus primeros días, la Liga publicó el Cupón-Premio de primera Stelo, que fue válido hasta 1950. Cada nueva impresión de cupones estaba pensada para ser válida durante 5 años. Los cupones eran usados para suscripciones, anuncios, costos de actividades, etc. Los miembros de la Liga también recibían cupones por introducir nuevos miembros o como premios en competiciones. De acuerdo con el reporte de La Praktiko los cupones eran usados habitualmente por los esperantistas para pagar con ellos, por ejemplo, durante los Congresos Universales.
El desarrollo posterior del Stelo quedó estancado. los fundadores de la Liga Universal querían mostrar su buena voluntad de mantener el precio del Stelo estable, pero sus esfuerzos estaban condenados al fracaso. El precio del pan neerlandés se incrementó gradualmente. Pero nadie pensó en ajustar la relación entre el Stelo y el florín. La relación se mantuvo en 4 Steloj por 1 florín, y las tablas de conversión fueron empleadas para fijar el valor del Stelo en otros países. Por otra parte, inclusive la Liga abandonó la idea de ajustar la contabilidad de las transacciones en las unidades monetarias del Stelo. Así que no se ganó experiencia con una moneda de valor constante, no es de extrañar que el Stelo perdió su reputación y que su uso, inclusive entre los esperantistas, se volvió algo poco frecuente.

### Acuñación de la moneda
Durante los años 1950 los miembros de la Liga crecieron hasta 15 000 esperantistas. En 1959 realizaron el tan ansiado deseo esperantistas de acuñar monedas de 1, 5 y 10 Steloj en bronce, latón y cuproníquel respectivamente. La Liga Universal envió un gran pedido de moneda a la Real Casa de la Moneda de los Países Bajos en Utrecht para acuñar las monedas. Esta inversión se recuperó con tal rapidez, que en 1965 la Liga fue capaz de emitir una cuarta denominación, la moneda de 25 Steloj hecha en plata, está también se vendió bien.
Pero la idea de que el Stelo tuviera un valor fijo se olvidó excepto en los miembros más viejos de la Liga. La Liga cayó en un silencio del que no salió hasta cuando publicó La Praktiko. El eslogan de la revista fue: Una gaceta para los ciudadanos del mundo, con anterioridad había sido una gaceta para la instrucción y la recreación. La publicación se detuvo en 1970, cuando Andreo Cseh, quien había sido el editor, se retiró por problemas de salud. Andreo Cseh murió finalmente en 1979.

## El papel de Lawrence Mee
Lawrence Mee dio nueva vida a la Liga Universal. En 1973 Mee y su esposa se empezaron a trabar a la cabeza de la Organización Mundial de Esperanto. Durante el siguiente año la Liga seleccionó unos pocos miembros para liderar la renovación de la Liga a través de la cooperación con las Asociación Mundial para la Federación Mundial (Ahora conocida como Movimiento Federalista Mundial) y la Asociación Universal de Esperanto.
Por dos años promovieron el desarrollo del Stelo como una unidad monetaria internacional. Después de muchas discusiones concluyeron que el Stelo debía ser revaluado de cuatro florines a medio florín únicamente. Adicionalmente las discusiones llevaron a la Liga a fijar el valor del Stelo. Mee después escribiría un completo ensayo sobre la evolución y desarrollo del Stelo, que apareció por primera vez en el 2000 como libro del año de la Europees Genootschap voor Munt- en Penningkunde, una federación de asociaciones numismáticas del idioma neerlandés.

### Valor fijo
Colocar un valor fijo al Stelo significaba, que su poder adquisitivo a partir de ese momento seguiría siendo el mismo y no estaría sujeto a la inflación. En la fecha escogida del 1 de enero de 1977, el poder adquisitivo del Stelo pasaría a estar definido como medio florín neerlandés; o lo que es lo mismo, un florín neerlandés sería igual a dos Steloj.
El doctor Josef Hartl de Vienna diseño un plan para fijar el valor del Stelo. Alrededor de 1977 Hartl circuló un panfleto en el cual el Stelo aparecía influenciado por Mee. El artículo de Hartl sugería la circulación de un valor monetario con un valor constante como una respuesta a la devaluación o la inflación. Su idea básica no tuvo en cuenta el nivel de desarrollo de con el que cada país calculaba su propia moneda nacional, que estaba basado en el promedio del gasto familiar mensual. Uno podría entonces asignar arbitrariamente el valor de 1000 unidades monetarias para este gasto promedio mensual. Por lo tanto, por definición, la ganancia de una familia en cualquier país de, por ejemplo, 10 unidades sería absolutamente igual a 10 "unidades monetarias internacionales".
De acuerdo a cuidadosos cálculos, la tasa de cambio entre la unidad monetaria internacional y la moneda nacional podría ser ajustada necesariamente según la tasa de inflación particular de cada país. Al basar las transacciones entre los diferentes países en la unidad monetaria internacional, La moneda nacional estaría más allá de los ataques de los especuladores, en realidad, la especulación entre las monedas quedaría inutilizada.

### Un nuevo tesorero para la Liga
Lawrence Mee aceptó entusiasmado la posición de tesorero de la liga en 1977. Christiaan Op 't Roodt y Willem P. Roelofs, estaban entusiasmados en rápidamente establecer un procedimiento para mantener el valor del Stelo constante y publicar los resultados en el marco del movimiento esperantista. Bajo la editorial de Op 't Roodt, la nueva gaceta de la Liga Universal "Bulteno", fue publicada bajo la idea de que el Stelo seguiría estando estable, sin verse afectado por la inflación.
Con cuentas bancarias en siete países, incluyendo Países Bajos, la Liga necesitó establecer el valor del Stelo en esos países. A falta de datos científicos sobre el valor de compra de las diversas monedas nacionales, fue imposible determinar los índices de conversión ente el Stelo y estas monedas. Mientras que la tasa de conversión con el florín fue sólidamente establecida, un acuerdo con las otras monedas no sería fácil.
El Dr. Roelofs quería especialmente darle al Stelo un carácter totalmente diferente al de la idea del Dr. Hartl de una unidad monetaria internacional. Él también defendió el uso del Stelo como propaganda par una reforma del concepto del dinero. El Dr. Roelofs creía que el Stelo debía servir como la base para las transacciones financieras internacionales, pero solo entre países que rehusaran tratar con bancos comerciales. Cómo el sistema debía de funcionar nunca fue detallado en papel. De todas formas, él admitió que la idea original del poder de compra era algo arbitrario, Mee quería que el Stelo sirviese en el rol original visualizado por la Liga Universal.
Incluso después de meses de discusión, no fue posible llegar a un acuerdo entre los dos puntos de vista, sin embargo, la mayoría de la Liga Universal soporto el punto de vista de Roelofs. Mee no aceptó la decisión y abandono la Liga. De vez en cuando Roelofs agregaba a las publicaciones de Bulteno tablas del valor del Stelo en el momento, pero nunca reveló los principios o el método empleado para calcular las tablas. Mee por sí solo no podía resolver las tasas usadas, él asumió que debieron ser archivadas.

## El Stelo no oficial
Para Lawrence Mee las ideas del Dr. Hartl no estaban muertas. Él y su esposa durante mucho tiempo usaron el Stelo en su negocio Mondkomercista Eldonejo Esperantista. Después de su salida de la Liga Universal trató de aplicar los valores del Dr. Roelof, pero rápidamente concluyó que los datos del poder de compra del Stelo estaban erróneos. A mitad de la década de 1980, comenzó a recolectar datos estadísticos de la inflación de varios países, ganándose el apoyo inesperado de los profesores de economía de la Universidad Erasmus en Róterdam. Como un miembro honorario de la biblioteca de la universidad, Mee ocupó mucho de su tiempo libre en investigaciones estadísticas de datos provenientes de 25 países de la Organización para la Cooperación y el Desarrollo Económico.
Mee elaboró el valor no oficial del Stelo en esos 25 países, usando como punto de partido el valor que este tenía el 1 de enero de 1977, el día en que el valor de compra fijo del Stelo fue definido. Descubrió que la fórmula que la Liga Universal había estado usando era ciertamente errónea para los Países Bajos; él presumió que también debía estar equivocada para otros países, sin embargo no tuvo prueba de ello.
El progreso de la investigación de Mee aceleró la creación en 1981 de la distribución de tablas de la relación de la moneda en nueve países, con los que pudo hacer cambios rápidos y confiables. Dentro de poco se hizo evidente, sin embargo, que los datos italianos no eran lo suficientemente confiables para que él pudiera hacer inferencias confiables acerca de los valores de la moneda de ese país.
El sistema básico de cálculos fue adaptado para que pudiera obtener datos relevantes y hacerlo de forma regular, de esta forma se podía fijar la relación entre monedas de una gran cantidad de países. Mee creía que incluso esta información incompleta tenía una gran utilidad. La relación entre las monedas le permitía determinar el valor de compra del Stelo y expresarlo en la moneda corriente de algún país. Sin embargo para que fuera posible poner al Stelo en servicio en cualquier lugar se requeriría el trabajo conjunto de una red multinacional de colaboradores.
Con la llegada de las computadoras fue posible, en septiembre de 1992 de calcular rápidamente predicciones del cambio de las monedas de diferentes países. Desde entonces un boletín con el nombre de "Informkajero pri la Stelo" (Notas sobre el Stelo) fue publicado y distribuido a través de colaboradores entusiastas, especialmente entre esperantistas de Aarhus, Dinamarca.
Al principio de su estudio del poder de compra del Stelo, Mee y sus socios notaron que el poder de compra del Stelo en Gran Bretaña fue determinado arbitrariamente: el 1 de enero de 1977, por ejemplo, de acuerdo con los grandes bancos, una Libra esterlina equivalía a 4.1875 florines. Como un florín fue definido igual a 2 Steloj, una libra sería igual a 8.375 Steloj. Esta tasa de cambio de mantendría hasta encontrar un método más confiable que pudiera comparar directamente el poder de compra entre dos países entre sí. Mee también aplicó este mismo sistema en otros países.
Lawrence Mee ya había reportado la decisión arbitraria sobre la fijación de la capacidad de compra básica del Stelo en otros países fuera de los Países Bajos. Para arreglar esto él aplicó otra decisión arbitraria, con el objetivo de presentar tasas de cambio objetivas. Estas decisiones formaron el sistema que empleó para calcular y publicar periódicamente las tasas de conversión de divisas.

## Utilidad del Stelo
La utilidad del Stelo fue demostrada por los esperantistas, un buen ejemplo de ellos fue la publicación de una gaceta mensual y el pago de rentas y salarios entre estos.Historio de Esperanto-mono. La publicación de la gaceta mensual recibía dinero por las suscripciones, requería servicios de impresión y pagar por la papelería y los gastos de envío, etc. Bajo la influencia de la inflación los costos tenderían a incrementarse, pero no todos al mismo tiempo ni en la misma proporción. Eventualmente la publicación debió contemplar el incremento de la suscripción anual. El nuevo precio usualmente se anunciaba en septiembre y era aplicado al inicio del nuevo año.
Mee y sus socios podrían mostrar la conexión entre el valor de suscripción y una unidad monetaria estable, aunque los valores comerciales todavía requerían una consideración especial. Si una publicación particular en 1977 cobraba 60 Steloj por la suscripción anual, los estudios de Mee predecían que el valor de cambio de los 60 Steloj seguirían siendo suficientes en el futuro. El editor solo necesitaría de las tablas de septiembre para tener una idea de los precios requeridos en moneda nacional para el siguiente año.
Un segundo ejemplo de la utilidad del Stelo de los esperantistas es la renta de un local a otra sociedad. Como la Asociación de Esperanto quería mantener el mismo poder adquisitivo de sus ingresos de renta (ya que los gastos de la Asociación podían aumentar conforme la inflación en el tiempo), podrían llegar a un acuerdo con el inquilino expresado en Steloj, pero que podía ser cancelado en moneda corriente nacional de acuerdo con el tipo de cambio vigente en ese momento.
Un tercer ejemplo es la determinación del salario por el trabajo realizado. Ya sea que contaran o no con el sistema del Steloj, los salarios eran un problema diario. Todos los países industrializados debían luchar con la inflación, que continuamente hace un hueco en el ingreso familiar, y el único remedio es continuar incrementando los salarios. En el mundo industrializado especialmente, las negociaciones pueden llevar a confrontaciones a veces amargas entre los empleadores y los sindicatos. En los países en desarrollo que carecen de una sólida ley laboral, estos enfrentamientos pueden desembocar en abusos de los derechos humanos o incluso en la intervención militar o policial. Después de una huelga o una alteración del orden, lleva mucho tiempo recuperar un clima de confianza mutua entre las partes en conflicto. Economistas esperantistas creen que la aplicación del Stelo en las negociaciones laborales podría evitar estos problemas.

## Disolución de la Liga Universal
La Liga Universal continuaba existiendo, pero su valor y significado en el mundo del esperanto declinaba significativamente. Después de colocar su obituario en el periódico Esperanto, muchos de sus colaboradores cesaron sus actividades. El Dr. Roelof se hizo hecho cargo de la publicación Bulteno cuando el Dr. Op 't Roodt no pudo hacerse cargo más de ella. La aparición irregular de la publicación hizo aparentar una reducción entre los miembros de la Liga que aún estaban activos.
En 1993 la junta directiva de la Liga universal dejó de publicar Bulteno y decidió cerrar los asuntos de la Liga. El capital restante fue dividido en varias fundaciones, la mayoría de los fondos fueron para la Asociación Universal de Esperanto. Entre las subvenciones se encontró un depósito de monedas de Steloj para ser vendidas a través de la UEA como objetos de colección. La muerte de Roodt y Roelof en 1996 y 1998 respectivamente, marcaron el fin de la iniciativa de la moneda internacional de los esperantistas.

## Monedas y estampillas del Esperanto
- Bélgica: En 1982 sellos del movimientos esperantista con el valor de 12 francos belgas fueron emitidos. Varias decenas de países también han emitido sellos, especialmente en 1987 para la conmemoración de la publicación por parte de L. L. Zamenhof del Unua Libro.
- Cuba: En 1990 en ocasión del Congreso Universal de Esperanto en La Habana, fue emitida una moneda de 1 peso cubano con el texto de la cara en Esperanto.[10]
- Croacia: En 1997 una moneda de 25 kunas con el texto en Esperanto fue emitida.[11]